# 1000-km-Rennen von Monza 1967

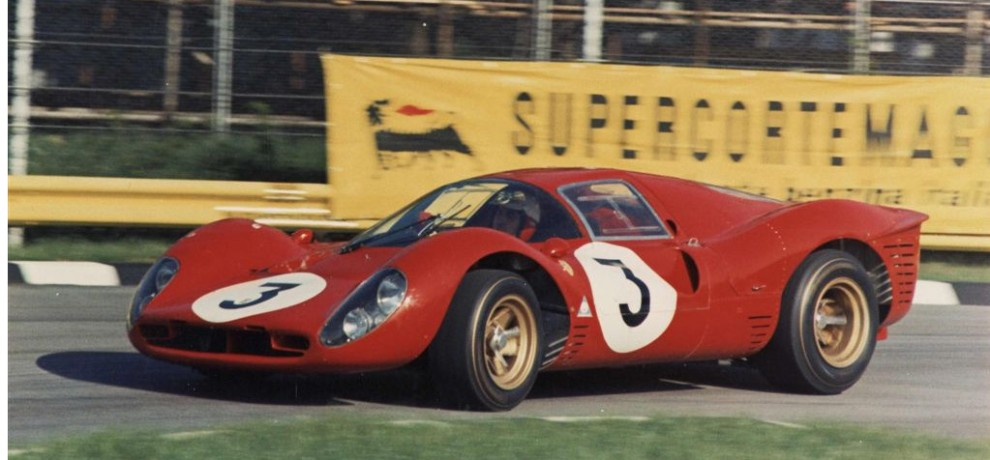
Lorenzo Bandini im Ferrari 330P4

Das sechste 1000-km-Rennen von Monza, auch 1000 km di Monza, Autodromo Nazionale di Monza, fand am 25. April 1967 auf dem Autodromo Nazionale Monza statt und war der dritte Wertungslauf der Sportwagen-Weltmeisterschaft dieses Jahres.

## Das Rennen
In Monza wurde die gesamte Strecke inklusive der Steilkurvenpassagen befahren. Somit ergab sich eine Rundenlänge von 10,100 km. Die letzten Monopostorennen auf dieser Kursvariante wurden Ende der 1950er-Jahre bestritten, dann wurde aus Sicherheitsgründen auf diese Streckenvariante verzichtet. Auch in der Sportwagen-Weltmeisterschaft waren nach 1969 Schluss mit den fast ungesicherten Steilkurven.
Das Rennen in Monza war der dritte Wertungslauf der Sportwagen-Weltmeisterschaft 1967. Das Eröffnungsrennen der Saison, das 24-Stunden-Rennen von Daytona endete mit einem Gesamtsieg von Lorenzo Bandini und Chris Amon auf einem Werks-Ferrari 330P4. Beim nachfolgenden 12-Stunden-Rennen von Sebring siegen Bruce McLaren und Mario Andretti, die den neuen Prototyp der Ford Motor Company, den Ford Mk.IV, pilotierten. In Monza verzichteten die Ford-Werksteams von Shelby American und Holman & Moody auf eine Rennteilnahme, um die Testarbeiten für das 24-Stunden-Rennen von Le Mans nicht unterbrechen zu müssen.
Somit waren die Ferrari-Werkswagen im Rennen so gut wie ohne Gegner. Der schnellste Wagen im Training, der Chaparral 2F, fiel schon bald nach einem technischen Defekt aus. Nach knapp 5 Stunden Rennzeit – womit das Rennen eines der schnellsten 1000-km-Rennen der Motorsportgeschichte war – siegten Lorenzo Bandini und Chris Amon vor ihren Teamkollegen Mike Parkes und Ludovico Scarfiotti.
Fast drei Jahre sollten vergehen, ehe die Scuderia mit dem Gesamtsieg beim 12-Stunden-Rennen von Sebring 1970 wieder einen Wertungslauf der Sportwagen-Weltmeisterschaft gewinnen konnte.

## Ergebnisse

### Schlussklassement
| 1                  | P + 2.0  | 3  | SpA Ferrari SEFAC            | Lorenzo Bandini Chris Amon              | Ferrari 330P4             | 100 |
| 2                  | P + 2.0  | 4  | SpA Ferrari SEFAC            | Mike Parkes Ludovico Scarfiotti         | Ferrari 330P4             | 100 |
| 3                  | P 2.0    | 15 | Porsche System Engineering   | Jochen Rindt Gerhard Mitter             | Porsche 910               | 96  |
| 4                  | P + 2.0  | 7  | Scuderia Filipinetti         | Nino Vaccarella Herbert Müller          | Ferrari 412P              | 95  |
| 5                  | P 2.0    | 16 | Porsche System Engineering   | Hans Herrmann Joseph Siffert            | Porsche 910               | 95  |
| 6                  | S + 2.0  | 33 | Ford France                  | Jo Schlesser Guy Ligier                 | Ford GT40                 | 95  |
| 7                  | P 2.0    | 22 | Squadra Tartaruga            | Dieter Spoerry Rico Steinemann          | Porsche 906LH             | 93  |
| 8                  | S 2.0    | 43 | Porsche System Engineering   | Udo Schütz Jochen Neerpasch             | Porsche 906               | 92  |
| 9                  | S + 2.0  | 5  | J. W. Automotive Engineering | David Piper Dick Thompson               | Mirage M1                 | 92  |
| 10                 | S 2.0    | 46 | Luigi Taramazzo              | Giulio Bona Luigi Taramazzo             | Porsche 906               | 91  |
| 11                 | S + 2.0  | 36 | Edward Nelson                | Edward Nelson Eric Liddell              | Ford GT40                 | 89  |
| 12                 | S + 2.0  | 38 | Pierre de Siebenthal         | Pierre de Siebenthal Antonio Finiguerra | Ferrari 250LM             | 89  |
| 13                 | S + 2.0  | 40 | Squadra Bardahl              | Art Swanson Robert Ennis                | Ferrari 250LM             | 85  |
| 14                 | GT + 2.0 | 53 | Paul Vestey                  | Paul Vestey Carlos Gaspar               | Ferrari 275 GTB/C         | 82  |
| 15                 | GT + 2.0 | 54 | Riccardone                   | Nanni Galli Carlo Benelli               | Ferrari 275 GTB/2         | 80  |
| 16                 | GT 2.0   | 59 | British Motor Co.            | Roger Enever Alec Poole                 | MGB                       | 76  |
| 17                 | GT 2.0   | 58 | Wicky Racing Team            | André Wicky Guido Haberthur             | Porsche 911S              | 76  |
| 18                 | GT 2.0   | 56 | Alain Finkelstein            | Alain Finkelstein Jean Sage             | Porsche 911S              | 74  |
| 19                 | GT 1.6   | 63 | Enrico Passolini             | Enrico Passolini Giorgio Bassi          | Matra Djet MB8S           | 70  |
| Nicht klassiert    |          |    |                              |                                         |                           |     |
| 20                 | P 2.0    | 23 | Eduardo Lualdi               | Marsilio Pasotti Eduardo Lualdi         | Ferrari Dino 206S         |     |
| 21                 | P 2.0    | 29 | Ottorino Volonterio          | Teodoro Zeccoli Ottorino Volonterio     | Alfa Romeo Giulia TZ2     |     |
| 22                 | P 2.0    | 30 |                              | Giuseppe Tronci Giorgio Bianchi         | Alfa Romeo Giulia TZ2     |     |
| 23                 | GT + 2.0 | 42 | Scuderia Filipinetti         | André Bungener Robert Blouin            | Ferrari 275 GTB/4         |     |
| Ausgefallen        |          |    |                              |                                         |                           |     |
| 24                 | S + 2.0  | 32 | Scuderia Filipinetti         | Denis Borel Claude Ballot-Léna          | Ford GT40                 | 85  |
| 25                 | P + 2.0  | 9  | North American Racing Team   | Pedro Rodríguez Jean Guichet            | Ferrari 412P              | 46  |
| 26                 | P 2.0    | 27 | Racing Team VDS              | Serge Trosch Teddy Pilette              | Alfa Romeo Giulia TZ2     | 21  |
| 27                 | P 2.0    | 12 | SpA Ferrari SEFAC            | Jonathan Williams Günter Klass          | Ferrari Dino 206S         | 16  |
| 28                 | P + 2.0  | 6  | J. W. Automotive Engineering | Jacky Ickx Alan Rees                    | Mirage M1                 | 14  |
| 29                 | S + 2.0  | 35 | Terry Drury Racing           | Jackie Oliver Terry Drury               | Ford GT40                 | 3   |
| 30                 | P + 2.0  | 1  | Chaparral Cars Inc.          | Mike Spence Phil Hill                   | Chaparral 2F              |     |
| 31                 | P 2.0    | 18 | Scuderia Brescia Corse       | Mario Casoni Romano Martini             | Ferrari Dino 206S         |     |
| 32                 | P 2.0    | 21 | Clemente Ravetto             | Clemente Ravetto Gaetano Starrabba      | Ferrari Dino 206S         |     |
| 33                 | P 2.0    | 24 | Societé Automobiles Alpine   | Mauro Bianchi Henri Grandsire           | Alpine A210               |     |
| 34                 | P 2.0    | 28 |                              | Paolo de Leonibus Riccardo Di Bona      | Alfa Romeo Giulia TZ2     |     |
| 35                 | S + 2.0  | 34 | Ford France                  | Henri Greder Jean-Michel Giorgi         | Ford GT40                 |     |
| 36                 | S + 2.0  | 41 | Heini Walter                 | Heini Walter Peter Ditzler              | Ferrari 250LM             |     |
| 37                 | S 2.0    | 44 | Porsche System Engineering   | Gerhard Koch Rolf Stommelen             | Porsche 906               |     |
| 38                 | S 2.0    | 45 | Piccionaia Racing Team       | Romano Perdomi Giuliano Facetti         | Porsche 906               |     |
| 39                 | S 2.0    | 49 |                              | Turillo Barbuscia Maurizio Micangeli    | Porsche 904 GTS           |     |
| 40                 | S 2.0    | 49 |                              | Siegfried Zwimpfer Pierre Sudan         | Ferrari 275 GTB/2         |     |
| Nicht gestartet    |          |    |                              |                                         |                           |     |
| 41                 | P + 2.0  | 2  | Edgar Berney                 | Edgar Berney Jean de Mortemart          | Bizzarrini GT Strada 5300 | 1   |
| 42                 | P 2.0    | 14 |                              | Giampiero Biscaldi Giorgio Pianta       | Ferrari Dino 206S         | 2   |
| 43                 | P 2.0    | 19 | Antonio Nicodemi             | Carlo Facetti Antonio Nicodemi          | Alfa Romeo GTA            | 3   |
| 44                 | GT + 2.0 | 61 |                              | Ernst Brem Hans Olsen                   | Jaguar E-Type             | 4   |
| 45                 | GT 1.6   | 60 |                              | Alessandro Uberti                       | Alfa Romeo Duetto         | 5   |
| Nicht qualifiziert |          |    |                              |                                         |                           |     |
| 46                 | P 2.0    | 20 |                              | John Markey Hugh Dibley                 | Diva Valkyrie             | 6   |
| 47                 | P 2.0    | 11 |                              | Ferdinando Latteri Ignazio Capuano      | Ferrari Dino 206S         | 7   |
| 48                 | P 2.0    | 25 |                              | George Henrotte Bobby Bell              | Piper GT                  | 8   |
| 49                 | P 2.0    | 31 |                              | Aladino Stefanelli Silvano Cecchi       | Alfa Romeo Giulia TZ2     | 9   |
| 50                 | S 2.0    | 48 |                              | Ennio Bonomelli Raffaello Ciarpaglini   | Porsche 906               | 10  |
| 51                 | S 2.0    | 50 |                              | Roberto Dolfi Moreno Baldi              | Alfa Romeo Giulia TZ      | 11  |
| 52                 | GT + 2.0 | 55 |                              | Stefano Campetella Luca Marozzi         | Ferrari 275 GTB/2         | 12  |
| 53                 | GT 2.0   | 57 |                              | Sidney Charpilloz                       | Porsche 911S              | 13  |
| 54                 | GT 1.6   | 62 |                              | James Bernard Fortmann Alfred Frei      | Lotus Elan                | 14  |

1nicht gestartet
2nicht gestartet
3Unfall im Training
4nicht gestartet
5nicht gestartet
6nicht qualifiziert
7nicht qualifiziert
8nicht qualifiziert
9nicht qualifiziert
10nicht qualifiziert
11nicht qualifiziert
12nicht qualifiziert
13nicht qualifiziert
14nicht qualifiziert

### Nur in der Meldeliste
Hier finden sich Teams, Fahrer und Fahrzeuge, die ursprünglich für das Rennen gemeldet waren, aber aus den unterschiedlichsten Gründen daran nicht teilnahmen.
| Pos. | Klasse  | Nr. | Team        | Fahrer                         | Chassis              |
| ---- | ------- | --- | ----------- | ------------------------------ | -------------------- |
| 55   | P 2.0   |     |             | Mike Pignéguy Roger Heavens    | Austin-Healey Sprite |
| 56   | S 2.0   |     |             | André Wicky                    | Porsche 906          |
| 57   | S 2.0   |     |             | Arthur Blank Hans Tschiemer    | Porsche 906          |
| 58   | P + 2.0 | 8   | David Piper | Lucien Bianchi Richard Attwood | Ferrari 330P3        |
| 59   | P + 2.0 | 10  |             | Cox Kocher Hans Illert         | McLaren M1A          |
| 60   | P 2.0   | 26  |             | John Bridges Brian Redman      | Chevron B5           |
| 61   | S + 2.0 | 37  |             | William McNamara               | Ford GT40            |
| 62   | S + 2.0 | 39  |             | Trevor Taylor David Prophet    | Ferrari 250LM        |
| 63   | GT 1.6  | 61  |             | Urs-Peter Dietrich Fred Gysler | Lotus Elan           |

### Klassensieger
| Klasse   | Fahrer          | Fahrer           | Fahrzeug          | Platzierung im Gesamtklassement |
| -------- | --------------- | ---------------- | ----------------- | ------------------------------- |
| P + 2.0  | Lorenzo Bandini | Chris Amon       | Ferrari 330P4     | Gesamtsieg                      |
| P 2.0    | Jochen Rindt    | Gerhard Mitter   | Porsche 910       | Rang 3                          |
| S + 2.0  | Jo Schlesser    | Guy Ligier       | Ford GT40         | Rang 6                          |
| S 2.0    | Udo Schütz      | Jochen Neerpasch | Porsche 906       | Rang 8                          |
| GT + 2.0 | Paul Vestey     | Carlos Gaspar    | Ferrari 275 GTB/C | Rang 14                         |
| GT 2.0   | Roger Enever    | Alec Poole       | MGB               | Rang 16                         |
| GT 1.6   | Enrico Pasolini | Giorgio Bassi    | Matra Djet MB8S   | Rang 19                         |

### Renndaten
- Gemeldet: 63
- Gestartet: 39
- Gewertet: 19
- Rennklassen: 7
- Zuschauer: unbekannt
- Wetter am Renntag: warm und trocken
- Streckenlänge: 10,100 km
- Fahrzeit des Siegerteams: 5:07:43,000 Stunden
- Gesamtrunden des Siegerteams: 100
- Gesamtdistanz des Siegerteams: 1010,000 km
- Siegerschnitt: 196,934 km/h
- Pole Position: Mike Spence – Chaparral 2F (#1) – 2.53.800 – 209,206 km/h
- Schnellste Rennrunde: Lorenzo Bandini – Ferrari 330P4 (#3) – 2.55.800 – 208,826 km/h
- Rennserie: 3. Lauf zur Sportwagen-Weltmeisterschaft 1967